# Bairin
Bairin, oficialmente Bandera izquierda de Bairin (en mongol, Байран Зүүн хошуу; romanización, Baɣarin Jegün qosiɣu) también conocida en chino como Balin léase Ba-Lín (en chino, 巴林左旗; pinyin, Bālín zuǒqí) conocida en la dinastía Liao como Shangjing (上京) léase Shang-Ching , es una bandera
bajo la administración directa de la ciudad-prefectura de Ulanhad en la provincia de Mongolia Interior, República Popular China. La región yace en la Llanura del Norte de China con una altitud promedio de 484 m s. n. m. en la confluencia de los ríos Qingshui y Wu'erjimulun , tributarios del Río Liao , parte sureste de las montañas Daxinganling (大兴安岭山脉). Es comunicada con el distrito de Hongshan (Sede de gobierno local) por la carretera nacional china 303 (303国道) a 250 km de distancia.  Su área total es de 6644 km², de los cuales cerca de 23 km² pertenecen a la zona urbana y su población proyectada para 2010 fue de 360 000 habitantes.

## Administración
La Bandera de Bairin se divide en 24 pueblos que se administran en 4 poblados, 3 sumos y 17 villas.

## Toponimia
El nombre de la región lo toma directamente de los Baarin, un subgrupo de mongoles del sur. Los Daur y algunos Baarin son descendientes directos de los Kitáns .

## Historia
En la dinastía Qing, en el octavo año de Tiancong (1634) se estableció una tierra de pastoreo para los Ministerios mongoles,  en ese entonces se comenzó con la zona de Bairin y el condado de Linxi. 
En el primer año de Chongde (1636), el Ministerio Bairin se organizó en dos banderas y se nombraron según su posición; Bairin Derecha y Bairin Izquierda. Bairin contó con 17 registros de ganado  y 5100 soldados. En los cinco años de Shunzhi (1648) el Ministerio Bairin se compiló en la Bandera de Bairin. 
En 1923 la población aumentó y se creó un movimiento para nivelar la bandera a condado. En 1925 se estableció la Oficina de Asentamientos de Lindong , se nombró gobierno local, y se adjuntó a la zona especial de Rehe. En agosto de 1932, la Oficina de Asentamiento de Lindong fue promovida oficialmente a Condado Lindong (林东县).
El 1 de marzo de 1933, Japón invadió y ocupó Lindong. En julio del mismo año, se abolió el condado de Lindong y se eliminó el sistema administrativo que dirigía. Se estableció la Oficina de Bairin Izquierda.
El 10 de agosto de 1945, los invasores japoneses huyeron y sus administraciones colapsaron. 3 días después , la clase alta del área de Lindong formó la Asociación de Mantenimiento de Lindong para mantener la seguridad local. 
El 1 de diciembre de 1945, se abolió la Asociación de Mantenimiento de Lindong y se estableció el gobierno de la agencia administrativa temporal local Bandera Bairin Izquierda. El 1 de junio de 1946, el Comité del Norte del PCCh estableció el comité Administrativo de Lindong. El 25 de noviembre de 1947, el Comité Administrativo de Lindong se fusionó con la Bandera de Bairin Izquierda quedando a su nombre actual, estaba afiliado al gobierno de la Liga Zhaowu Da de la Provincia Rehe .
El 1 de mayo de 1949, la Bandera Bairin Izquierda fue asignada a la Región Autónoma de Mongolia Interior junto con la Liga Zhaowu Da (昭乌达盟) .

## Clima
La bandera Bairin Izquierda tiene un clima continental húmedo, con influencia de monzones (Köppen Dwa) casi semiárido (Köppen BSk), con inviernos muy fríos y secos, veranos calurosos y algo húmedos, y vientos fuertes, especialmente en primavera. La temperatura promedio mensual de 24 horas varía de −13.5 °C en enero a 22.5 °C en julio, con una media anual de 5.33 °C. La precipitación anual es de aproximadamente 390 milímetros, con más de la mitad solo en julio y agosto. Debido a la aridez y la elevación, la variación de la temperatura diurna a menudo supera los 15 °C en primavera, con un promedio anual de 14.2 °C . Hay 2934 horas de sol al año, con cada uno de los meses de invierno con más del 70%  y este porcentaje cae a 52% en julio.
| Parámetros climáticos promedio de Bairin Izquierda (1971−2000) | Parámetros climáticos promedio de Bairin Izquierda (1971−2000) | Parámetros climáticos promedio de Bairin Izquierda (1971−2000) | Parámetros climáticos promedio de Bairin Izquierda (1971−2000) | Parámetros climáticos promedio de Bairin Izquierda (1971−2000) | Parámetros climáticos promedio de Bairin Izquierda (1971−2000) | Parámetros climáticos promedio de Bairin Izquierda (1971−2000) | Parámetros climáticos promedio de Bairin Izquierda (1971−2000) | Parámetros climáticos promedio de Bairin Izquierda (1971−2000) | Parámetros climáticos promedio de Bairin Izquierda (1971−2000) | Parámetros climáticos promedio de Bairin Izquierda (1971−2000) | Parámetros climáticos promedio de Bairin Izquierda (1971−2000) | Parámetros climáticos promedio de Bairin Izquierda (1971−2000) | Parámetros climáticos promedio de Bairin Izquierda (1971−2000) |
| Mes                                                            | Ene.                                                           | Feb.                                                           | Mar.                                                           | Abr.                                                           | May.                                                           | Jun.                                                           | Jul.                                                           | Ago.                                                           | Sep.                                                           | Oct.                                                           | Nov.                                                           | Dic.                                                           | Anual                                                          |
| -------------------------------------------------------------- | -------------------------------------------------------------- | -------------------------------------------------------------- | -------------------------------------------------------------- | -------------------------------------------------------------- | -------------------------------------------------------------- | -------------------------------------------------------------- | -------------------------------------------------------------- | -------------------------------------------------------------- | -------------------------------------------------------------- | -------------------------------------------------------------- | -------------------------------------------------------------- | -------------------------------------------------------------- | -------------------------------------------------------------- |
| Temp. máx. media (°C)                                          | −6.2                                                           | −2.4                                                           | 4.9                                                            | 15.1                                                           | 22.7                                                           | 26.6                                                           | 28.4                                                           | 27.0                                                           | 21.8                                                           | 13.9                                                           | 3.2                                                            | −4.0                                                           | 12.6                                                           |
| Temp. mín. media (°C)                                          | −19.6                                                          | −16.9                                                          | −10.1                                                          | −0.7                                                           | 6.8                                                            | 12.8                                                           | 16.5                                                           | 14.0                                                           | 6.4                                                            | −1.2                                                           | −10.3                                                          | −16.9                                                          | −1.6                                                           |
| Precipitación total (mm)                                       | 1.1                                                            | 1.9                                                            | 5.2                                                            | 9.5                                                            | 26.4                                                           | 74.9                                                           | 131.7                                                          | 85.7                                                           | 34.3                                                           | 13.7                                                           | 4.6                                                            | 1.2                                                            | 390.2                                                          |
| Días de precipitaciones (≥ 0.1 mm)                             | 1.2                                                            | 1.6                                                            | 2.9                                                            | 3.4                                                            | 6.5                                                            | 12.6                                                           | 13.1                                                           | 11.3                                                           | 7.9                                                            | 3.7                                                            | 2.0                                                            | 1.5                                                            | 67.7                                                           |
| Horas de sol                                                   | 216.4                                                          | 226.2                                                          | 271.2                                                          | 267.6                                                          | 290.4                                                          | 261.7                                                          | 241.3                                                          | 252.8                                                          | 253.8                                                          | 247.3                                                          | 206.1                                                          | 199.2                                                          | 2934                                                           |
| Humedad relativa (%)                                           | 46                                                             | 42                                                             | 40                                                             | 37                                                             | 39                                                             | 57                                                             | 70                                                             | 72                                                             | 63                                                             | 50                                                             | 51                                                             | 50                                                             | 51.4                                                           |
| Fuente: China Meteorological Administration                    |                                                                |                                                                |                                                                |                                                                |                                                                |                                                                |                                                                |                                                                |                                                                |                                                                |                                                                |                                                                |                                                                |